# Casas de Garcimolina
Casas de Garcimolina es un municipio español de la provincia de Cuenca, en la comunidad autónoma de Castilla-La Mancha. Ubicado en la comarca de la Serranía Baja, tiene una población de 30 habitantes (INE 2024).

## Geografía
Tiene una superficie de 38,69 km² con una población de 29 habitantes (INE 2021) y una densidad de 0,78 hab./km².

## Historia
A mediados del siglo XIX, el lugar tenía contabilizada una población de 249 habitantes. Aparece descrito en el octavo volumen del Diccionario geográfico-estadístico-histórico de España y sus posesiones de Ultramar de Pascual Madoz de la siguiente manera:

GARCIMOLINA: l. con ayunt. en la prov. y dióc. de Cuenca (12 leg.), part. jud. de Cañete (4), aud. terr. de Albacete (22), c. g. de Castilla la Nueva (36): sit. en una cañada entre dos cerros con buena ventilacion y clima, siendo las inflimaciones y dolores de costado las enfermedades mas frecuentes. Tiene unas 70 casas de mediana construccion entre ellas la del ayunt., cárcel pública, una escuela de primeras letras concurrida por 14 niños, dotada con 300 rs. de los fondos del comun y una igl. anejo con la advocacion de San Juan Bautista. Confina el térm. por el N. con el de Villanca y Salvacañete; E. Algarra y Moya; S. Landete y Moya, y O. Sto. Domingo de Moya y el Cubillo; en él se encuentra una ermita (San Miguel) no muy distante de la pobl. y varios manantiales de cuyas aguas se surten sus vec. El terreno es de calidad inferior y de consiguiente poco productivo, teniendo á la parte del N. un monte algo poblado llamado la Atalaya de San Teron: le baña en parte un pequeño r. que nace á distancia de 1/4 leg.; pasa por Sto. Domingo de Moya, Moya y Landete en donde toma nombre de los Ojos. Los caminos conducen á Moya, Salvacañele y demas pueblos inmediatos estando bastante deteriorados. La correspondencia se recibe de Cañete por balijero lodos los sábados saliendo los martes. ind.: un molino harinero y la fabricacion de tejas, prod.: trigo inferior, patatas, alubias, cáñamo y algunas verduras. pobl. 65 vec., 249 alm. El presupuesto municipal asciende á 2,200 rs. y se cubren con el producto de un horno de pan cocer y un molino harinero de la propiedad del ayunt. y el déficit por reparto vecinal.
(Madoz, 1847, p. 310)

## Demografía
Casas de Garcimolina cuenta con una población de 30 habitantes (INE 2024).
| Gráfica de evolución demográfica de Casas de Garcimolina entre 1842 y 2021                                          |
| |
| Población de derecho según los censos de población del INE Población de hecho según los censos de población del INE |

## Administración
| Periodo   | Nombre                | Partido |
| --------- | --------------------- | ------- |
| 2003-2007 | Julián Pérez Murciano | PP      |
| 2007-2011 | Ismael Marín Muñoz    | PSOE    |